# Jesús Flores Magón

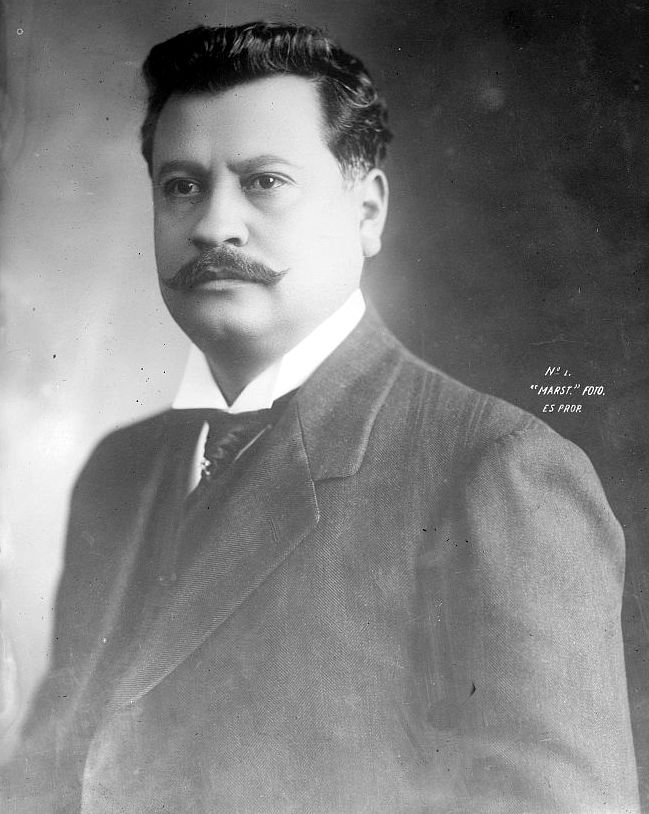
Jesús Flores Magón

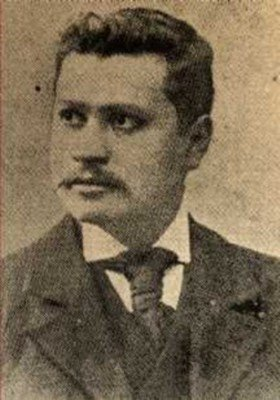
Jesús Flores Magón

Jesús Flores Magón (* 6. Januar 1871 in San Antonio Eloxochitlán in Oaxaca; † 7. Dezember 1930 im Mexiko-Stadt) war ein mexikanischer Journalist und Politiker.
Die Eltern von Jesus Flores Magon waren Margarita Magón und Oberstleutnant Teodoro Flores.
Seine Geschwister waren Cipriano (* 1872; † 1872) Ricardo (* 1874; † 1922) und Enrique Flores Magón (* 1877; † 1954).
Jesús Flores Magón lebte seit seiner Kindheit in Mexiko-Stadt, wo er neben seinem Studium arbeitete und später seine Brüder unterstützte. 1892 nahm er an Protestumzügen gegen die Herrschaft von Porfirio Díaz teil. 1897 schloss er sein Studium mit der Zulassung als Rechtsanwalt ab. Mit seinem Bruder Ricardo gründete er die Zeitschrift Regeneración, die erstmals am 7. August 1900 erschien und Jesús Flores Magón als Sitzredakteur auswies. In der Zeitung geäußerte Kritik am Justizsystem des Porfiriats, brachte Jesús Flores Magón wiederholt ins Gefängnis. 1901 nahm Jesús Flores Magón als Delegierter an den Übereinkünften der Liberalen von San Luis Potosí teil.
1902 heiratete Jesús Flores Magón Clara Hong, reduzierte sein politisches Engagement und wurde aus Mexiko in die USA abgeschoben, wo Jesús Flores Magón den Weg seiner Brüder zum Anarchismus nicht folgte.
1910 kehrte er nach Mexiko zurück und erarbeitete eine Verfassung zum Sturz von Porfirio Díaz.
1911 verlegte er mit Antonio I. Villarreal die Mexiko-Stadt Ausgabe der Zeitung Regeneración. Während seine Brüder die Ausgabe von Los Angeles von Regeneración verlegten, die sich dem Anarchismus verschrieben hatte.
Francisco Madero berief Jesús Flores Magón zum Regierungsminister in sein Regierungskabinett, wo er von Februar bis November 1912 auch als Staatssekretär im Justizministerium fungiert.
Als ihm die Leitung der Secretaría de Justicia e Instrucción Pública angetragen wurde, trat Jesús Flores Magón zurück.
Zu Beginn des Militärputsch von Victoriano Huerta war Jesús Flores Magón Februar 1913 in die USA verbannt. 1913 löste Huerta das Parlament auf und ordnete die Festnahme von etwa 80 Parlamentariern unter dem Vorwand, sie hätten die Trennung von Exekutive und Judikative missachtet. Huerta verletzte die Verfassung in Bezug auf Innere Sicherheit, Verteidigung, Haushalt und kündigte an, dass am 26. Oktober 1913 Wahlen ausgerufen würden. Am 30. Oktober 1913 ernannte die Partido Liberal Mexicano „Liberal Independiente“, Manuel Calero y Sierra zum Präsidentschaftskandidaten und Jesús Flores Magón zum Kandidaten für die Vizepräsidentschaft. Manuel Calero y Sierra wurde von der Regierung von Venustiano Carranza vorgeworfen ein Hochverräter zu sein. Deshalb verbrachte Jesús Flores Magón die Amtszeit von Carranza von 1914 bis 1920 in den Vereinigten Staaten von Amerika.
Als Jesús Flores Magón nach Mexiko zurückkehrte übte er den Beruf des Rechtsanwalts aus.
| Vorgänger                   | Amt                            | Nachfolger              |
| --------------------------- | ------------------------------ | ----------------------- |
| Abraham González Casavantes | Secretaría de Gobernación 1912 | Rafael Hernández Madero |